# Bingolottos julkalender
Bingolottos julkalender är en skraplott från Folkspel. Den säljs om höstarna sedan 1999 från oktober till och med 23 december hos Folkspels lotteriombud, och kostar omkring 50 kronor varav hälften tillfaller föreningslivet. Vinstandelen var år 2009 på 35%[källa behövs].

## Millenniumlotteriet
Det första året gick kalender under namnet Millenniumlotteriet och var en lott som gällde under hela december. År 2003 gick en del av intäkterna till World Childhood Foundation. 
Dragningen ägde rum i TV4 varje dag från 1 december till 31 december 1999 och finaldragningen i en direktsänd gala på nyårsaftonen med Åsa Fång och Lasse Kronér som programledare. Den högsta vinsten var att få färdas i tyngdlöshet, men vinstlotten hade inte sålts och en ny dragning av rymdresan hölls i Bingolotto våren 2000. Rymdresan vanns av en familj i Söderköping, som i stället valde 850 000 kronor i premieobligationer.